# ام اس (سیگار)
ام اس  (به انگلیسی: MS) یک برند سیگار ایجاد شده در ایتالیا است؛ که در حال حاضر توسط BAT Italia, بخشی از بریتیش امریکن توباکو تولید می‌شود. این برند در سال ۱۹۶۹ پایه‌گذاری گردید.